# الکساندرا دوزی
الکساندرا دوزی (به لاتین: Aleksandrów Duży) یک منطقهٔ مسکونی در لهستان است که در Gmina Sienno واقع شده‌است.

## خصوصیات
الکساندرا دوزی ۲۰۰ نفر جمعیت دارد.